# Torneo Preolímpico Femenino de la CAF de 2016
El Torneo Preolímpico Femenino de la CAF fue un torneo de ida y vuelta de futbol femenino que determinó las dos selecciones de la CAF clasificadas al torneo femenino de fútbol de los Juegos Olímpicos de Río de Janeiro 2016. Fue disputado entre el 22 de mayo y el 18 de octubre de 2015 en el continente africano.
Sudáfrica clasificó por segunda vez a los Juegos Olímpicos, mientras Zimbabue lo hizo por primera vez.

## Formato
Las series de clasificación se juegan en partidos de ida y vuelta. Si el resultado esta empatado después del partido de vuelta, la regla del gol de visitante se aplicaría, y si todavía sigue nivelado, se jugaría tiempo extra. La regla del gol de visitante se aplicaría de nuevo después de la prórroga, y si aún sigue empatado, se usaría la tanda de penaltis para determinar el ganador.
Los dos ganadores de la ronda final clasifican al torneo olímpico de fútbol.

## Calendario
El calendario de las fases de clasificación fue el siguiente.
| Ronda         | Etapa  | Fecha                              |
| ------------- | ------ | ---------------------------------- |
| Primera ronda | Ida    | 24 al 26 de abril de 2015          |
| Primera ronda | Vuelta | 8 al de mayo de 2015               |
| Segunda ronda | Ida    | 22 al 24 de mayo de 2015           |
| Segunda ronda | Vuelta | 39 al 31 de mayo de 2015           |
| Tercera ronda | Ida    | 17 al 19 de julio de 2015          |
| Tercera ronda | Vuelta | 31 de julio al 2 de agosto de 2015 |
| Ronda final   | Ida    | 2 al 4 de octubre de 2015          |
| Ronda final   | Vuelta | 16 al 18 de octubre de 2015        |

## Primera ronda
| Equipo local ida | Resultado | Equipo local vuelta | Ida | Vuelta |
| ---------------- | --------- | ------------------- | --- | ------ |
| Guinea-Bisáu     | w/o       | Liberia             | —   | —      |
| Gabón            | w/o       | Libia               | —   | —      |

## Segunda ronda
| Equipo local ida | Resultado | Equipo local vuelta | Ida | Vuelta |
| ---------------- | --------- | ------------------- | --- | ------ |
| Liberia          | w/o       | Camerún             | —   | —      |
| Egipto           | 1:4       | Ghana               | 1:1 | 0:4    |
| Costa de Marfil  | w/o       | Túnez               | —   | —      |
| Zambia           | 2:2 (v)   | Zimbabue            | 2:1 | 0:1    |
| Gabón            | 2:8       | Sudáfrica           | 2:3 | 0:5    |
| Botsuana         | 2:2 (v)   | Kenia               | 2:1 | 0:1    |
| Nigeria          | w/o       | Mali                | —   | —      |
| Congo            | 0:7       | Guinea Ecuatorial   | 0:3 | 0:4    |

## Tercera ronda
| Equipo local ida | Resultado | Equipo local vuelta | Ida | Vuelta      |
| ---------------- | --------- | ------------------- | --- | ----------- |
| Camerún          | 3:3 (v)   | Ghana               | 1:1 | 2:2         |
| Costa de Marfil  | w/o       | Zimbabue            | 3:0 | —           |
| Sudáfrica        | 2:0       | Kenia               | 1:0 | 1:0         |
| Nigeria          | 2:3       | Guinea Ecuatorial   | 1:1 | 1:2 (t. s.) |

## Ronda final
| Equipo local ida | Resultado | Equipo local vuelta | Ida | Vuelta |
| ---------------- | --------- | ------------------- | --- | ------ |
| Camerún          | 2:2 (v)   | Zimbabue            | 2:1 | 0:1    |
| Sudáfrica        | 1:0       | Guinea Ecuatorial   | 0:0 | 0:1    |

## Clasificados aRío de Janeiro 2016
| Bandera de Sudáfrica | Bandera de Zimbabue |
| Sudáfrica            | Zimbabue            |